# Politique en Loir-et-Cher
Le département français de Loir-et-Cher est un département créé le 4 mars 1790 en application de la loi du 22 décembre 1789, à partir des anciennes provinces d'Orléanais, du Berry, de Touraine, de Perche et de Maine. Les 267 actuelles communes, dont presque toutes sont regroupées en intercommunalités, sont organisées en 15 cantons permettant d'élire les conseillers départementaux. La représentation dans les instances régionales est quant à elle assurée par 10 conseillers régionaux. Le département est également découpé en 3 circonscriptions législatives, et est représenté au niveau national par trois députés et deux sénateurs. 

## Représentation politique et administrative

### Préfets et arrondissements

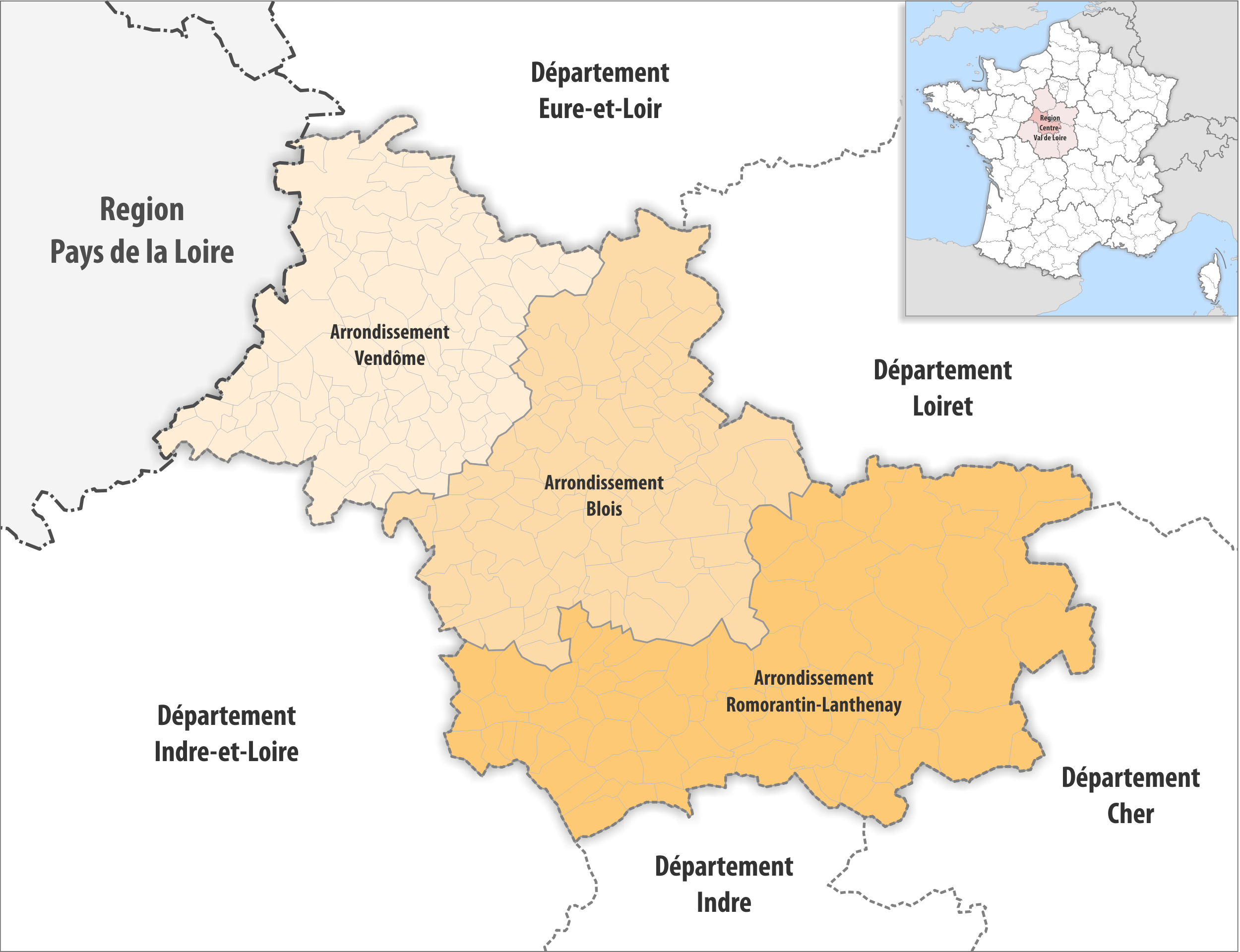
Arrondissements

La préfecture de Loir-et-Cher est localisée à Blois. Le département possède en outre deux sous-préfectures à Romorantin-Lanthenay et Vendôme. 

### Députés et circonscriptions législatives

Circonscriptions et affiliations à l'issue des élections de 2024.

| Circ. | Nom               |  | Parti | Groupe                      | Suppléant             |
| ----- | ----------------- |  | ----- | --------------------------- | --------------------- |
| 1re   | Marc Fesneau      |  | MoDem | Les Démocrates              | Mathilde Desjonquères |
| 2e    | Roger Chudeau     |  | RN    | Rassemblement national      | Virginie Verneret     |
| 3e    | Christophe Marion |  | RE    | Ensemble pour la République | Christelle Pellé      |

### Sénateurs
| Nom              |  | Parti | Groupe                                       | Autres mandats (passés ou actuels) |
| ---------------- |  | ----- | -------------------------------------------- | ---------------------------------- |
| Jean-Luc Brault  |  | DVD   | Les Indépendants – République et territoires |                                    |
| Bernard Pillefer |  | UDI   | Union centriste                              |                                    |

### Conseillers départementaux

Cantons et affiliations à l'issue des élections de 2021.

| Canton                  | Conseiller Sortant      | Parti | Parti | Conseiller Elu          | Parti | Parti |
| ----------------------- | ----------------------- | ----- | ----- | ----------------------- | ----- | ----- |
| Beauce                  | Claude Denis            |       | LR    | Pascal Huguet           |       | DVD   |
| Beauce                  | Maryse Persillard       |       | UDI   | Maryse Persillard       |       | UDI   |
| Blois-1                 | Geneviève Baraban       |       | PS    | Hanan El Adraoui        |       | EÉLV  |
| Blois-1                 | Benjamin Vételé         |       | G.s   | Benjamin Vételé         |       | G.s   |
| Blois-2                 | Yves George             |       | MoDem | Stéphane Baudu          |       | MoDem |
| Blois-2                 | Marie-Hélène Millet     |       | MoDem | Marie-Hélène Millet     |       | MoDem |
| Blois-3                 | Michel Fromet           |       | DVG   | Michel Fromet           |       | DVG   |
| Blois-3                 | Geneviève Repinçay      |       | DVG   | Geneviève Repinçay      |       | DVG   |
| Chambord                | Gilles Clément          |       | EÉLV  | Guillaume Peltier       |       | LR    |
| Chambord                | Patricia Hannon         |       | PS    | Virginie Verneret       |       | LR    |
| Montoire-sur-le-Loir    | Claire Foucher-Maupetit |       | DVD   | Claire Foucher-Maupetit |       | DVD   |
| Montoire-sur-le-Loir    | Philippe Mercier        |       | UDI   | Philippe Mercier        |       | UDI   |
| Montrichard Val de Cher | Dominique Chaumeil      |       | VIA   | Élodie Pean             |       | LR    |
| Montrichard Val de Cher | Jean-Marie Janssens     |       | UDI   | Jacques Paoletti        |       | DVD   |
| Perche                  | Florence Doucet         |       | UDI   | Florence Doucet         |       | UDI   |
| Perche                  | Bernard Pillefer        |       | UDI   | Bernard Pillefer        |       | UDI   |
| Romorantin-Lanthenay    | Louis de Redon          |       | MoDem | Bruno Harnois           |       | DVG   |
| Romorantin-Lanthenay    | Isabelle Hermsdorff     |       | LR    | Tania André             |       | DVG   |
| Saint-Aignan            | Marie-Pierre Beau       |       | UDI   | Marie-Pierre Beau       |       | UDI   |
| Saint-Aignan            | Philippe Sartori        |       | UDI   | Philippe Sartori        |       | UDI   |
| Selles-sur-Cher         | Christina Brown         |       | LR    | Angélique Dubé          |       | DVD   |
| Selles-sur-Cher         | Jacques Marier          |       | LR    | Christophe Thorin       |       | DVD   |
| Sologne                 | Pascal Bioulac          |       | LR    | Pascal Bioulac          |       | LR    |
| Sologne                 | Isabelle Gasselin       |       | LR    | Agnès Thibault          |       | LR    |
| Vendôme                 | Monique Gibotteau       |       | UDI   | Monique Gibotteau       |       | UDI   |
| Vendôme                 | Philippe Gouet          |       | UDI   | Philippe Gouet          |       | UDI   |
| Veuzain-sur-Loire       | Catherine Lhéritier     |       | LR    | Catherine Lhéritier     |       | LR    |
| Veuzain-sur-Loire       | Nicolas Perruchot       |       | LR    | Yves Lecuir             |       | DVD   |
| Vineuil                 | Michel Contour          |       | DVG   | Michel Contour          |       | DVG   |
| Vineuil                 | Lionella Gallard        |       | DVG   | Lionella Gallard        |       | DVG   |

### Conseillers régionaux
Présidence : François Bonneau (Loiret)
|            | Parti | Siège |
| ---------- | ----- | ----- |
| Majorité   |       |       |
|            | PS    | 2     |
|            | PCF   | 1     |
|            | EÉLV  | 1     |
|            | ÉCO   | 1     |
| Opposition |       |       |
|            | RN    | 2     |
|            | LR    | 1     |
|            | MoDem | 1     |
|            | DVC   | 1     |

### Maires

Carte des 267 communes de Loir-et-Cher au 1er janvier 2022.

| Commune              | Maire            |  | Parti | Élection | Population |
| -------------------- | ---------------- |  | ----- | -------- | ---------- |
| Blois                | Marc Gricourt    |  | PS    | 2008     | 46 086     |
| Romorantin-Lanthenay | Jeanny Lorgeoux  |  | DVG   | 1985     | 17 754     |
| Vendôme              | Laurent Brillard |  | UDI   | 2019     | 16 569     |